# Episodi di Un caso per due (seconda stagione)
La seconda stagione della serie televisiva tedesca Un caso per due, composta da 8 episodi, è andata in onda in Germania sul canale ZDF dal 29 gennaio 1982 al 22 ottobre 1982.
In Italia la serie è andata in onda su Rai 2 dal 1º luglio 1986 al 9 luglio 1986.
| nº | Titolo originale   | Titolo italiano        | Prima TV Germania | Prima TV Italia |
| -- | ------------------ | ---------------------- | ----------------- | --------------- |
| 1  | Brandstiftung      | L'incendiario          | 29 gennaio 1982   | 1º luglio 1986  |
| 2  | Tollwut            | Rabbia                 | 12 marzo 1982     | 21 luglio 1986  |
| 3  | Der Jäger als Hase | Il cacciatore braccato | 30 aprile 1982    | 27 luglio 1986  |
| 4  | Kratzer im Lack    | Un banale incidente    | 11 giugno 1982    | 24 luglio 1986  |
| 5  | Überstunden        | Lavoro straordinario   | 23 luglio 1982    | 7 luglio 1986   |
| 6  | Alte Pistolen      | Vecchie pistole        | 27 agosto 1982    | 2 luglio 1986   |
| 7  | Nervenkrieg        | Un problema di nervi   | 24 settembre 1982 | 22 luglio 1986  |
| 8  | Partner            | Partner                | 22 ottobre 1982   | 9 luglio 1986   |

## L'incendiario
- Titolo originale: Brandstiftung
- Diretto da: Peter Weck
- Scritto da: Werner Doering
- Interpreti: Günter Strack: Dr. Dieter Renz, Claus Theo Gärtner: Hermann Josef Matula, Ilse Neubauer: Margot Hohmann, Dieter Hufschmidt: Hans Hohmann, Karl-Heinz von Hassel: Ronny Ellerwein, Hans Beerhenke: Heinrich, Gastwirt, Dieter Prochnow: Kommissar Bender, Simone Brahmann: Wilma Schöninger

### Trama
Un camionista si lamenta del mondo e del proprio lavoro in un bar davanti a testimoni. L'autorimessa per la quale lavora finirà incendiata.

## Rabbia
- Titolo originale: Tollwut
- Diretto da: Theo Mezger
- Scritto da: Karl Heinz Willschrei
- Interpreti: Günter Strack: Dr. Dieter Renz, Claus Theo Gärtner: Hermann Josef Matula, Renate Schroeter: Erika Togan,  Fabian Rentzsch: Fabian Togan, Walter Buschhoff: Johannes Straub, Liz Verhoeven: Elfriede Straub, Gerhard Dressel: Ulf Becker, Michael Hinz: Staatsanwalt

### Trama
Durante un'escursione in campagna una donna col figlio e i loro due cani vengono assaliti da un cacciatore che uccide i due animali. La donna vorrà risalire alla personaː un macellaio con moglie.

## Il cacciatore braccato
- Titolo originale: Der Jäger als Hase
- Diretto da: Peter Weck
- Scritto da: Herbert Rosendorfer
- Interpreti: Günter Strack: Dr. Dieter Renz, Claus Theo Gärtner: Hermann Josef Matula, Gerd Böckmann: Staatsanwalt, Weiermüller, Georg Lehn: Gastwirt Schorsch, Manfred Lichtenfeld: Werner, Claus Fuchs: Kalli, Michael Hanemann: Albert, Horst Sachtleben: Alfred Windle, Claudia Rieschel: Frau Weiermüller, Wolf Richards: Gerichtsvorsitzender, Nikolaus Schilling: Herr Kleemann, Diether Krebs: Beamter der Zulassungsstelle

### Trama
Un procuratore della Repubblica viene coinvolto in un complotto ai suoi danni; una automobile simile alla sua e con targa clonata, commette infrazioni stradali anche gravi, venendo così sanzionato al posto dell'oscuro malfattore.

## Un banale incidente
- Titolo originale: Kratzer im Lack
- Diretto da: Wolfgang Storch
- Scritto da: Peter Hemmer
- Interpreti: Günter Strack: Dr. Dieter Renz, Claus Theo Gärtner: Hermann Josef Matula, Angelika Bender: Rita Kopetzki, Charles Brauer: Erich Brenneisen, Wilfried Klaus: Herbert Schlichting, Astrid Meyer-Gossler: Doris Schlichting, Barbara Kramer: Viki, Walter Renneisen: Konrad Kleemann

### Trama
Un uomo viene coinvolto in un banale incidente a macchina ferma, un'ammaccatura sull'auto, però parcheggiata sotto casa dell'amante.

## Lavoro straordinario
- Titolo originale: Überstunden
- Diretto da: Wolfgang Luderer
- Scritto da: Irene Rodrian
- Interpreti: Günter Strack: Dr. Dieter Renz, Claus Theo Gärtner: Hermann Josef Matula, Julia Biedermann: Gabi Berg, Ludwig Haas: Polizeibeamter Wunderlich, Hannes Kaetner: Obdachloser Charly, Frederic Meisner: Drogendealer Rob

### Trama
Matula si mette alla ricerca di una ragazza scappata da casa.

## Vecchie pistole
- Titolo originale: Alte Pistolen
- Diretto da: Peter Weck
- Scritto da: Irene Rodrian
- Interpreti: Günter Strack: Dr. Dieter Renz, Claus Theo Gärtner: Hermann Josef Matula, Judy Winter: Helen Riemann, Peer Augustinski: Paul Riemann, Nadia Henkowa-Gruhn: Frau Voigt, Klaus Guth: Herr Voigt, Wolfgang Unterzaucher: Ernst Michaelis

### Trama
La moglie, titolare di una libreria, di un giocatore d'azzardo tenta di uccidere il marito caricando vecchie pistole lasciate in esposizion in casa, durante una festa. L'intervento di Matula eviterà il peggio. 

## Un problema di nervi
- Titolo originale: Nervenkrieg
- Diretto da: Peter Weck
- Scritto da: Enno Hollrath
- Interpreti: Günter Strack: Dr. Dieter Renz, Claus Theo Gärtner: Hermann Josef Matula, Ulrich Matschoss: Eduard Seifert, Eva-Ingeborg Scholz: Lisbeth Seifert, Sigmar Solbach: Otto Cassner, Katja Burow: Inge Cassner, Uwe-Karsten Koch: Amtsarzt Dr. Rönnfuss, Dieter Brammer: Dr. Krone, Ronald Beer: Eiko Tamajama, Gerd Baltus: "Philip Marlowe", Heinz Schimmelpfennig: Ernst Röder, Wolf Richards: Richter

### Trama
Un uomo si sente braccata da un ipotetico assassino. Accadranno attentati che lo faranno cadere malato.

## Partner
- Titolo originale: Partner
- Diretto da: Michael Lähn
- Scritto da: Peter Hemmer
- Interpreti: Günter Strack: Dr. Dieter Renz, Claus Theo Gärtner: Hermann Josef Matula, Adelheid Arndt: Christiane Eggebrecht, Ivan Desny: Dr. René Eggebrecht, Robert Atzorn: Jochen Esswein, Matthias Ponnier: Klaus Sperber, Sylvia Haider: Monika Sperber, Gabriele Violet: Elke Funk, Kurt Weinzierl: Barkeeper, Gertie Honeck: Verkäuferin

### Trama
Matula indaga su un caso di tradimento di una moglie verso il marito.